# Чорний кулак (фільм)
Чорний кулак (англ. Black Fist) - блексплуатаційний фільм 1974 року про вуличного бійця, який йде працювати на білого гангстера та корумпованого копа. Фільм є загальнодоступним.    В ролях Річард Лоусон, Анназетт Чейз, Філіп Майкл Томас та Дебні Коулмен.  Саундтрек складається з пісень у стилях діско та фанк. 